# 費勒格角
74°42′S 136°15′W / 74.700°S 136.250°W
費勒格角（英語：Verleger Point）是南極洲的海岬，位於瑪麗伯德地沿岸，處於錫尼夫灣入口處西部，該海岬根據美國地質調查局的測量和美國海軍的空中照片被繪入地圖，現時由南極條約體系管理。